# Reiden
Reiden est une commune suisse du canton de Lucerne, située dans l'arrondissement électoral de Willisau.

Vue aérienne (1957)

## Histoire
Au temps du transport hippomobile sur la route Bâle-Saint-Gothard-Italie, le bourg fut une étape importante.
Le 1er janvier 2006, les communes de Reiden, Langnau bei Reiden et Richenthal fusionnent pour former la nouvelle commune de Reiden.

## Transports
- Ligne ferroviaire CFF Olten-Lucerne, à 15 km d’Olten et à 42 km de Lucerne

## Curiosités
- Ancienne commanderie des chevaliers de Malte, rebâtie au XVIIIe siècle
- Église néo-classique de Nicolas Purtschert, datant de 1793